# Walter De Smedt
Walter De Smedt (Dendermonde, 1948) is een Belgisch ex-magistraat, columnist en schrijver.
De Smedt studeerde rechten aan de Vrije Universiteit Brussel. In 1976 begon hij als substituut-procureur op het Antwerpse parket en later werd hij er onderzoeksrechter. In 1993 werd hij een van de leden van het Comité P, dat de politiediensten controleert. In 2001 stapte hij over naar het Comité I, dat de inlichtingendiensten controleert. Hij zat als enige in beide comités.
In 2007 werd hij - terug in Antwerpen - rechter in de rechtbank van eerste aanleg. Daar raakte hij bekend door enkele omstreden uitspraken. Een (oude) wet zegt dat men met ontbloot hoofd voor de rechter moet verschijnen en dat gaf moeilijkheden met enkele moslims met hoofddoek en een joodse man met keppeltje. In het zogenaamde keppeltjesvonnis sprak hij de man wel vrij. Ook sprak hij een gps-dief vrij omdat een eerdere straf tegen deze man niet was uitgevoerd. Dat leverde hem een vervolging voor rechtsweigering op door het parket-generaal. Maar het hof van beroep sprak hem ook vrij omdat hij wel degelijk een vonnis had geveld, hoewel het bekritiseerbaar kan zijn. Het Hof van Cassatie stelde later ook vast dat er voor een vonnis "geen enkele kwaliteitseis" voorgeschreven is. Naar aanleiding van een interview in de Juristenkrant  legde rechtbankvoorzitter Ivo Moyersoen hem een spreekverbod op, wat hoogst uitzonderlijk is. Na een nieuw incident ging Desmedt op 1 september 2012 met vervroegd pensioen (op zijn 64e terwijl een rechter normaal tot zijn 67e kan aanblijven).
Sindsdien schrijft hij regelmatig in het Vlaamse weekblad Knack en op de nieuwswebsite Apache.be.

## Publicatie (boek)
Het land van de onbestrafte misdaden. Waarom faalt Justitie?, Uitgeverij Lannoo (Kritak), juni 2020, 288 blz. ISBN 9789401468466